# Viburnum hondurense
Viburnum hondurense es una especie de planta perteneciente a la familia Adoxaceae. Es un endemismo de Honduras. 

## Descripción
Son arbustos o árboles pequeños, que alcanzan un tamaño de 2–6 m de alto. Hojas oblongas a lanceoladas, de 6–14 cm de largo y (2.5–) 3–6 (–7) cm de ancho, ápice acuminado, base redondeada a oblicua, enteras, densamente estrellado-pubescentes en la haz, glabras en el envés; con pecíolos de 6–15 mm de largo. Inflorescencias en cimas compuestas de 6–11 cm de diámetro, densamente pubescentes, pedúnculos 3–5 cm de largo; tubo del cáliz pubescente; corolas 4–5 mm de diámetro; estilo glabro. Frutos ovoides, 4–5 mm de largo y 3–4 mm de ancho, glabros o esparcidamente estrellado-pubescentes, negro-purpúreos.

## Distribución y hábitat
Es una especie rara, que se encuentra en los bosques de pinos, en la zona norcentral; a una altitud de 1100–1400 metros, fl y fr sep; de Guatemala a Nicaragua.

## Taxonomía
Viburnum hondurense fue descrita por Paul Carpenter Standley y publicado en Publications of the Field Museum of Natural History, Botanical Series 23(2): 91–92. 1944.
Etimología
Viburnum: nombre genérico del nombre clásico latino de una especie de este género, Viburnum lantana, llamada el "árbol caminante".
hondurense: epíteto geográfico que alude a su localización en Honduras.